# Jonathan Quick
Pour les articles homonymes, voir Quick.
Jonathan Douglas Quick (né le 21 janvier 1986 à Milford dans l'État du Connecticut aux États-Unis) est un joueur professionnel américain de hockey sur glace. Il évolue au poste de gardien de but pour les Rangers de New York. Il est médaillé d'argent avec l'équipe nationale des États-Unis lors des Jeux olympiques de 2010.

## Biographie
Quick joue à l'école de Hamden avant de rejoindre l'école d'Old Farms d'Avon. À Hamden, il est nommé dans l'équipe 2002 de l'aire de New Haven. Quick et les Old Farms se qualifient pour le championnat de la Nouvelle-Angleterre en 2004 et 2005. Il intègre ensuite l'Université du Massachusetts à Amherst dont l'équipe évolue dans la division Hockey East dans le championnat NCAA. Les Minutemen atteignent pour la première fois de leur histoire le tournoi final de la région en 2007. En demi-finale, Quick blanchit les Golden Knights de l'université Clarkson en stoppant 33 lancers pour un succès 1-0 en prolongation. En finale, ils s'inclinent 3-1 face aux Black Bears du Maine.

### Kings de Los Angeles
Il est choisi au cours du repêchage d'entrée dans la LNH 2005 par les Kings de Los Angeles au troisième tour, en soixante-douzième position. Quick commence sa carrière professionnelle dans l'ECHL avec les Royals de Reading le 19 octobre 2007 lors d'une défaite 3-2 face aux Titans de Trenton. Il décroche son premier succès lors de son deuxième match, le 24 octobre, s'offrant un blanchissage chez les Ice Pilots de Pensacola lors d'une victoire 3-0. Quick inscrit même le dernier but en cage vide. Le 24 novembre, il débute dans la Ligue américaine de hockey avec les Monarchs de Manchester face aux Pirates de Portland. Le 6 décembre 2007, il joue son premier match dans la Ligue nationale de hockey avec les Kings face aux Sabres de Buffalo lors d'une victoire 8-2. Après deux autres matchs avec les Kings, il termine la saison avec les Monarchs. Quatrièmes de la Division Atlantique, les Monarchs s'inclinent 4 victoires à une face aux Bruins de Providence en huitième de finale de la Coupe Calder. Quick joue un match devant les filets, Jonathan Bernier.
Les deux gardiens se partagent le poste de gardien des Monarchs en début de saison 2008-2009. Quick est rappelé par les Kings le 19 décembre 2008 lorsque Erik Ersberg se blesse à l'aine. Il s'offre son premier blanchissage dans la LNH le 23 décembre 2008 chez les Blue Jackets de Columbus, arrêtant 24 tirs.
Quick est choisi pour faire partie de l'équipe américaine qui participe aux Jeux olympiques d'hiver de Vancouver en février 2010. Il est le troisième gardien de la sélection après Ryan Miller et Tim Thomas et ne joue aucun match. Les Américains remportent la poule A devant le Canada. Un doublé de Zach Parisé et un blanchissage de Ryan Miller permettent aux Américains d'éliminer la Suisse en quart de finale. Ils éliminent la Finlande 6-1 en demi-finale. Lors du match pour la médaille d'or, les États-Unis menés 2-0 sur des buts de Jonathan Toews et Corey Perry reviennent au score par Ryan Kesler et Zach Parisé. Sidney Crosby donne le titre aux Canadiens durant la prolongation. Quick revient dans la LNH avec une médaille d'argent.
Quick enregistre son premier blanchissage en série éliminatoire de la Coupe Stanley le 16 avril 2011 en stoppant 34 lancers lors d'une victoire 4-0 sur les Sharks de San José.
Du 18 au 22 octobre 2011, il aligne trois blanchissages consécutifs, soit le record de la franchise. Le 25 avril 2012, il est nommé dans les finalistes du Trophée Vézina avec Henrik Lundqvist et Pekka Rinne. Quick mène la ligue avec dix blanchissages, soit le record de la franchise des Kings. Il possède la deuxième meilleure moyenne de buts alloués avec 1,95. Il est le premier gardien de l'histoire des Kings à remporter plus de trente victoires en trois saisons consécutives. Lors des séries éliminatoires 2012, les Kings éliminent les Canucks de Vancouver, vainqueurs de la saison régulière en cinq matchs suivis par la première victoire en quatre matchs secs de l'histoire de la franchise sur les Blues de Saint-Louis. En finale d'association, ils éliminent quatre victoires à une les Coyotes de Phoenix, troisième bilan de l'association. Les Kings et Quick enchainent une série de dix victoires consécutives à l'extérieur lorsqu'ils remportent les deux premières rencontres de la finale de la Coupe Stanley chez les Devils du New Jersey. Quick blanchit les Devils 4-0 lors du troisième match. La franchise du New Jersey maintient le suspense en remportant les deux matchs suivants. Le 11 juin 2012, les Kings remportent la Coupe Stanley à l'issue du sixième match de la série. Quick reçoit le trophée Conn-Smythe grâce, notamment, à de nombreux records établis lors de ces séries. Il est finaliste du Trophée Vézina avec Henrik Lundqvist des Rangers de New York et Pekka Rinne des Predators de Nashville. Lundqvist reçoit finalement cette récompense.
Le 28 juin 2012, il signe une prolongation de contrat de dix ans avec les Kings.

### Golden Knights de Vegas
Le 1er mars 2023, Quick est échangé aux Blue Jackets de Columbus en compagnie d'un choix conditionnel de 1re ronde en 2023 ainsi qu'un choix de 3e ronde en 2024. En retour, les Kings reçoivent le défenseur Vladislav Gavrikov et le gardien Joonas Korpisalo. Le lendemain, Quick est à nouveau échangé, aux Golden Knights de Vegas contre le cerbère Michael Hutchinson et un choix de 7e ronde en 2025. Dans cette transaction, les Blue Jackets retiennent 50% du salaire de Quick.

## Statistiques

### En club
| Saison     | Équipe                  | Ligue       |                   | Saison régulière  | Saison régulière  | Saison régulière  | Saison régulière  | Saison régulière  | Saison régulière  | Saison régulière  | Saison régulière  | Saison régulière  | Saison régulière  |                   | Séries éliminatoires | Séries éliminatoires | Séries éliminatoires | Séries éliminatoires | Séries éliminatoires | Séries éliminatoires | Séries éliminatoires | Séries éliminatoires | Séries éliminatoires |
| Saison     | Équipe                  | Ligue       | PJ                | V                 | D                 | Pr/N              | Min               | BC                | Moy               | % Arr             | Bl                | Pun               | PJ                | V                 | D                    | Min                  | BC                   | Moy                  | % Arr                | Bl                   | Pun                  |                      |                      |
| 2002-2003  | Old Farms d'Avon        | High-CT     | 13                | 8                 | 5                 | 0                 | 780               | 38                | 2,92              | 92,0              | 0                 |                   | -                 | -                 | -                    | -                    | -                    | -                    | -                    | -                    | -                    |                      |                      |
| 2003-2004  | Old Farms d'Avon        | High-CT     | 21                | 20                | 1                 | 0                 | 1260              | 41                | 1,71              | 93,3              | 2                 |                   |                   | -                 | -                    | -                    | -                    | -                    | -                    | -                    | -                    |                      |                      |
| 2004-2005  | Old Farms d'Avon        | High-CT     | 27                | 25                | 2                 | 0                 | 1413              | 32                | 1,14              | 95,6              | 9                 |                   | -                 | -                 | -                    | -                    | -                    | -                    | -                    | -                    | -                    |                      |                      |
| 2005-2006  | Minutemen d'UMass       | Hockey East | 17                | 4                 | 10                | 1                 | 905               | 45                | 2,98              | 92                | 0                 | 0                 | -                 | -                 | -                    | -                    | -                    | -                    | -                    | -                    | -                    |                      |                      |
| 2006-2007  | Minutemen d'UMass       | Hockey East | 37                | 19                | 12                | 5                 | 2224              | 80                | 2,16              | 92,9              | 3                 | 2                 | -                 | -                 | -                    | -                    | -                    | -                    | -                    | -                    | -                    |                      |                      |
| 2007-2008  | Royals de Reading       | ECHL        | 38                | 23                | 11                | 3                 | 2257              | 105               | 2,79              | 90,5              | 1                 | 8                 | -                 | -                 | -                    | -                    | -                    | -                    | -                    | -                    | -                    |                      |                      |
| 2007-2008  | Monarchs de Manchester  | LAH         | 19                | 11                | 8                 | 0                 | 1085              | 42                | 2,32              | 92,2              | 3                 | 0                 | 1                 | 0                 | 1                    |                      | 1                    | 1,02                 | 97,4                 | 0                    |                      |                      |                      |
| 2007-2008  | Kings de Los Angeles    | LNH         | 3                 | 1                 | 2                 | 0                 | 141               | 9                 | 3,83              | 85,5              | 0                 | 0                 | -                 | -                 | -                    | -                    | -                    | -                    | -                    | -                    | -                    |                      |                      |
| 2008-2009  | Kings de Los Angeles    | LNH         | 44                | 21                | 18                | 2                 | 2495              | 103               | 2,48              | 91,4              | 4                 | 0                 | -                 | -                 | -                    | -                    | -                    | -                    | -                    | -                    | -                    |                      |                      |
| 2008-2009  | Monarchs de Manchester  | LAH         | 14                | 6                 | 5                 | 2                 | 827               | 37                | 2,68              | 92                | 0                 | 2                 | -                 | -                 | -                    | -                    | -                    | -                    | -                    | -                    | -                    |                      |                      |
| 2009-2010  | Kings de Los Angeles    | LNH         | 72                | 39                | 24                | 7                 | 4258              | 180               | 2,54              | 90,7              | 4                 | 2                 | 6                 | 2                 | 4                    | 360                  | 21                   | 3,50                 | 88,4                 | 0                    | 0                    |                      |                      |
| 2010-2011  | Kings de Los Angeles    | LNH         | 61                | 35                | 22                | 3                 | 3591              | 134               | 2,24              | 91,8              | 6                 | 0                 | 6                 | 2                 | 4                    | 380                  | 20                   | 3,16                 | 91,3                 | 1                    | 0                    |                      |                      |
| 2011-2012  | Kings de Los Angeles    | LNH         | 69                | 35                | 21                | 13                | 4099              | 133               | 1,95              | 92,9              | 10                | 6                 | 20                | 16                | 4                    | 1238                 | 29                   | 1,41                 | 94,6                 | 3                    | 0                    |                      |                      |
| 2012-2013  | Kings de Los Angeles    | LNH         | 37                | 18                | 13                | 2                 | 555               | 25                | 2,70              | 89,1              | 0                 | 0                 | -                 | -                 | -                    | -                    | -                    | -                    | -                    | -                    | -                    |                      |                      |
| 2013-2014  | Kings de Los Angeles    | LNH         | 49                | 27                | 17                | 4                 | 2 904             | 100               | 2,07              | 91,5              | 6                 | 2                 | 26                | 16                | 10                   | 1 605                | 69                   | 2,58                 | 91,1                 | 2                    | 4                    |                      |                      |
| 2014-2015  | Kings de Los Angeles    | LNH         | 72                | 36                | 22                | 13                | 4 184             | 156               | 2,24              | 91,8              | 6                 | 18                | -                 | -                 | -                    | -                    | -                    | -                    | -                    | -                    | -                    |                      |                      |
| 2015-2016  | Kings de Los Angeles    | LNH         | 68                | 40                | 23                | 5                 | 4 034             | 149               | 2,22              | 91,8              | 5                 | 10                | 5                 | 1                 | 4                    | 296                  | 15                   | 3,04                 | 88,6                 | 0                    | 0                    |                      |                      |
| 2016-2017  | Kings de Los Angeles    | LNH         | 17                | 8                 | 5                 | 2                 | 931               | 35                | 2,26              | 91,7              | 2                 | 2                 | -                 | -                 | -                    | -                    | -                    | -                    | -                    | -                    | -                    |                      |                      |
| 2017-2018  | Kings de Los Angeles    | LNH         | 64                | 33                | 28                | 3                 | 3 678             | 147               | 2,40              | 92,1              | 5                 | 10                | 4                 | 0                 | 4                    | 272                  | 7                    | 1,55                 | 94,7                 | 0                    | 0                    |                      |                      |
| 2018-2019  | Kings de Los Angeles    | LNH         | 46                | 16                | 23                | 7                 | 2 648             | 149               | 3,38              | 88,8              | 2                 | 6                 | -                 | -                 | -                    | -                    | -                    | -                    | -                    | -                    | -                    |                      |                      |
| 2019-2020  | Kings de Los Angeles    | LNH         | 42                | 16                | 22                | 4                 | 2 156             | 117               | 2,79              | 90,4              | 1                 | 0                 | -                 | -                 | -                    | -                    | -                    | -                    | -                    | -                    | -                    |                      |                      |
| 2020-2021  | Kings de Los Angeles    | LNH         | 22                | 11                | 9                 | 2                 | 1 219             | 58                | 2,86              | 89,9              | 2                 | 0                 | -                 | -                 | -                    | -                    | -                    | -                    | -                    | -                    | -                    |                      |                      |
| 2021-2022  | Kings de Los Angeles    | LNH         | 46                | 23                | 13                | 9                 | 2 686             | 116               | 3,02              | 89,7              | 1                 | 6                 | 7                 | 3                 | 4                    | 385                  | 22                   | 3,43                 | 90,4                 | 1                    | 0                    |                      |                      |
| 2022-2023  | Kings de Los Angeles    | LNH         | 31                | 11                | 13                | 4                 | 1 698             | 99                | 3,50              | 87,6              | 1                 | 2                 | -                 | -                 | -                    | -                    | -                    | -                    | -                    | -                    | -                    |                      |                      |
| 2022-2023  | Golden Knights de Vegas | LNH         | 10                | 5                 | 2                 | 2                 | 536               | 28                | 3,13              | 90,1              | 1                 | 2                 | -                 | -                 | -                    | -                    | -                    | -                    | -                    | -                    | -                    |                      |                      |
| 2023-2024  | Rangers de New York     | LNH         | Saison en cours ? | Saison en cours ? | Saison en cours ? | Saison en cours ? | Saison en cours ? | Saison en cours ? | Saison en cours ? | Saison en cours ? | Saison en cours ? | Saison en cours ? | Saison en cours ? | Saison en cours ? | Saison en cours ?    | Saison en cours ?    | Saison en cours ?    | Saison en cours ?    | Saison en cours ?    | Saison en cours ?    | Saison en cours ?    |                      |                      |
| Totaux LNH | Totaux LNH              | Totaux LNH  | 753               | 375               | 277               | 84                | 43 751            | 1 800             | 2,47              | 91,1              | 58                | 68                | 92                | 49                | 43                   | 5 635                | 217                  | 2,31                 | 92,1                 | 10                   | 18                   |                      |                      |

### En équipe nationale
| Année | Compétition     |   | PJ | Min | BC   | Moy | % Arr | Bl | Pun               |  | Résultat |
| 2010  | Jeux olympiques | 0 | 0  | 0   | -    | -   | 0     | 0  | Médaille d'argent |  |          |
| 2014  | Jeux olympiques | 5 |    |     | 2,17 |     | 0     |    | 4e place          |  |          |

## Trophées et honneurs personnels

### Hockey East
- 2006-2007 : nommé dans la deuxième équipe d'étoiles

### Ligue nationale de hockey
- 2011-2012 :
  - remporte la Coupe Stanley avec les Kings de Los Angeles (1)
  - participe au 59e Match des étoiles (1)
  - remporte le trophée Conn-Smythe
  - finaliste pour le trophée Vézina
  - sélectionné dans la deuxième équipe d'étoiles
- 2013-2014 :
  - remporte la Coupe Stanley avec les Kings de Los Angeles (2)
  - remporte le trophée William-M.-Jennings (1)
- 2015-2016 : participe au 61e Match des étoiles (2)
- 2017-2018 :
  - invité au 63e Match des étoiles mais n'y participe pas en raison d'une blessure (3)
  - remporte le trophée William-M.-Jennings (2)
- 2022-2023 : remporte la Coupe Stanley avec les Golden Knights de Vegas (3)